# República de Tule
República de Tule foi um estado efêmero da América Central que foi proclamado após a Revolução kuna em 1925.

## Tratado de Porvenir
Em 4 de março de 1925, os índios kuna (agora também conhecidos como Gunadule) assinaram um acordo de paz com o governo do Panamá na presença do ministro estadunidense John G. South. Em conformidade com este tratado, o governo central prometeu respeitar os costumes e manter com os kuna os mesmos direitos que desfrutaram todos os outros cidadãos do país.
Em troca, os kunas depuseram as armas, revogaram a sua declaração de independência e se comprometeram a respeitar as leis panamenhas.

## Bandeira

A bandeira da Revolução dos Kuna, adotada em 1925.

Foi confeccionada por Waga Ebinkili (María Colman), neta do cacique Simral Colman. Possuía um desenho retangular com listras, o centro era amarelo e com uma suástica com rotação levogira. Algumas variantes desta bandeira foram utilizadas com faixas superiores e inferiores vermelhas e com um anel vermelho contornando o eixo central da suástica, adicionadas a bandeira para diferenciá-la da bandeira nazista. Esta bandeira é usada ainda hoje nos territórios kuna.[carece de fontes?]

## Consequências
A autonomia dos territórios panamenhos de Kuna Yala é um legado direto desta república e da revolução que a gerou.